# 馬拉度納教
馬拉度納教（西班牙語：Iglesia Maradoniana）是一種宗教信仰，由已故阿根廷足球運動員迭戈·马拉多纳的球迷創建，崇拜者認為他是有史以來最好的球員。
馬拉度納教創立於1998年10月30日（馬拉多納38歲生日），由三位球迷——赫克托·坎波馬爾（Héctor Campomar）、亞歷杭德羅·貝隆（Alejandro Verón）和埃爾南·阿梅茲（Hernán Amez），在羅薩里奧成立。馬拉度納教可以被視為一種融合思想或宗教，這取決於人們選擇使用的宗教定義。創始人之一亞歷杭德羅·貝隆說過：「我有一個理性的宗教，那就是天主教會，我的內心和激情傳遞了一種宗教，那就是迭戈·馬拉多納。」
據說馬拉度納教的支持者，使用馬拉度納於1960年出生的年份作為纪元，稱為「d. D.」（直译：「after Diego」）。他們還使用一個「D10S」的符號，其中融合（上帝）和馬拉多納球衣的數字「10」。

## 另見
- 戲仿宗教（英语：Parody religion）

## 外部連結
- Iglesia Maradoniana